# Guadalupe, Kalifornien
Guadalupe är en stad (city) i Santa Barbara County, i delstaten Kalifornien, USA. Enligt United States Census Bureau har staden en folkmängd på 7 132 invånare (2011) och en landarea på 3,4 km².